# Jeetzbach
Der Jeetzbach, auch Jeetze oder Jeetzebach genannt, ist ein rund 20 Kilometer langer, linker Zufluss zur Stepenitz. Gelegen ist der Jeetzbach in der brandenburgischen Landschaft Prignitz.

## Name
Der Bach wird im Jahr 1540 (vf der gitzen) erstmals urkundlich erwähnt. Der Name leitet sich vermutlich vom germanischen Wortstamm *jesa- für 'gären, schäumen' ab.

## Verlauf
Der Bach entspringt im Südosten der Kronsberge in der Nähe von Klenzenhof, einem Dorf der Gemeinde Groß Pankow, und fließt durch einen nahezu siedlungsleeren Raum der Prignitz nach Südwesten hinunter in den „Naturpark Brandenburgische Elbtalaue“, der im Biosphärenreservat Flusslandschaft Elbe aufgegangen ist. Er verläuft etwa 800 Meter nördlich von Reckenthin und weiter vorbei am Windpark Tüchen-Reckenthin. Lediglich das Dorf Groß Gottschow und Burghagen östlich von Perleberg berührt der Jeetzbach direkt. Südlich von Perleberg tritt er in den Perleberger Stadtforst ein und wendet seinen Lauf dabei in Richtung Westen. Von Norden kommend mündet die Rose. Rund 3 Kilometer südlich von Perleberg tritt der Jeetzbach in das Stepenitztal und mündet in die Stepenitz, die durch die Elbtalaue weiter nach Wittenberge strömt und sich dort in die Elbe ergießt.

## Zuflüsse
- Ponitzer Wiesengraben
- Düpower Graben
- Rose